# 賈巴𩷶
賈巴𩷶，為輻鰭魚綱鯰形目𩷶鯰科的其中一種，為熱帶淡水魚，分布於亞洲湄公河流域，本魚背部暗灰色，鼻口的周圍鈍且無條紋，臀鰭軟條31-34枚，體長可達90公分，棲息在河川及氾濫平原底層水域，以昆蟲為食，會進行季節性洄游，生活習性不明，可做為食用魚。

## 扩展阅读
維基物種上的相關：賈巴𩷶